# لولب الإبهام

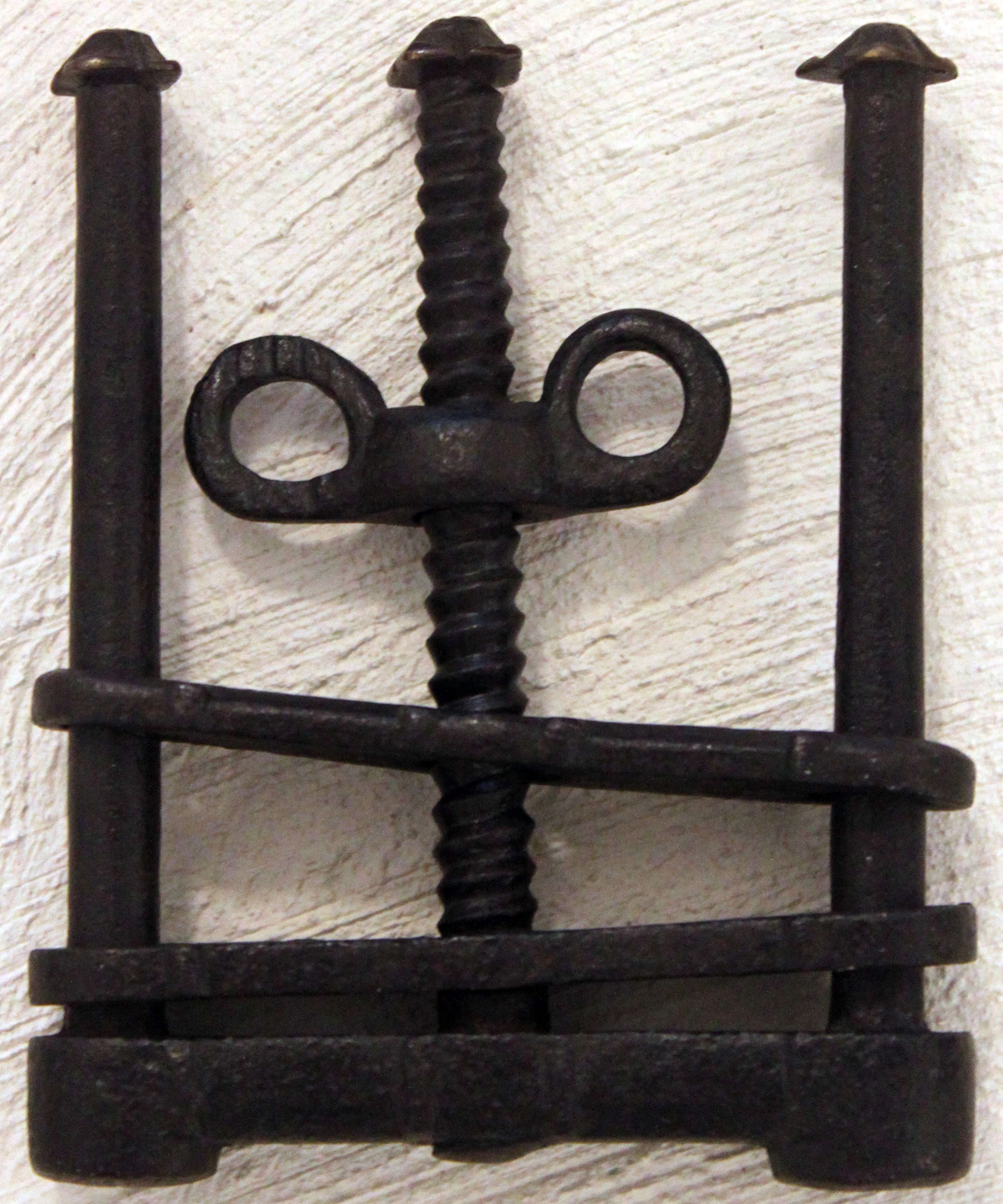

لولب الإبهام هي أداة تعذيب كانت في شكلها الأصلي، أداة ضغط شبيهة بزوج من كسارات الجوز. أما الأداة في شكلها المصقول فكانت تتكون من قضيبين حديديين قصيرين في أحدهما ثلاثة قضبان حديدية أصغر حجماً تلائم ثلاثة ثقوب في القضيب الكبير الثاني. يتم وضع إبهامي يد الضحية أو أصابع يده بين القضيبين الحديديين الكبيرين على جانب القضيب الأصغر المركزي الذي يمكن عندها ضغطه بشكل لولبي محكم وشديد. كذلك أستعمل لولب الإبهام في الكثير من البلدان الأوروبية الأخرى وقد تطورت هذه الأداة في ألمانيا بتزويدها بالمسامير الحديدية التي تنفذ داخل الأظافر.